# Varsói Szerződés
A Varsói Szerződés hivatalos nevén a Barátsági, Együttműködési és Kölcsönös Segítségnyújtási Szerződés egy kollektív védelmi szerződés, amely a közép- és kelet-európai szocialista országok védelmi katonai-politikai szervezete volt a hidegháború idején. Varsóban, Lengyelországban alapították meg 1955. május 14-én a Szovjetunió javaslatára. A Varsói Szerződés katonai és gazdasági kiegészítése volt a Kölcsönös Gazdasági Segítség Tanácsának (KGST), amely a keleti blokk közép- és kelet-európai államainak a regionális gazdasági szervezeteként működött.
A Szovjetunió vezetése alatt létrejött Varsói Szerződés erőegyensúlyként vagy ellensúlyként jött létre az Észak-atlanti Szerződés Szervezetével (NATO) és a nyugati blokkal szemben. Fennállása alatt a két szervezet között nem volt közvetlen katonai konfrontáció; ehelyett a konfliktust ideológiai alapon és úgynevezett csatlósháborúkkal vívták szerte a világ nemzetközi hadszínterein. 
1991. február 25-én egy magyarországi értekezleten bomlott föl, s ebben az évben a KGST (Kölcsönös Gazdasági Segítség Tanácsa) is megszűnt. Maga a Szovjetunió is felbomlott 1991 decemberében és az egykori szovjet köztársaságok többsége röviddel ezután megalakította a Kollektív Biztonsági Szerződés Szervezetét (CSTO). A következő 20 évben a Varsói Szerződés Szovjetunión kívüli országainak mindegyike csatlakozott a NATO-hoz.

## Előzmények
A Varsói Szerződés megalakítása az NSZK újrafelfegyverzése és a Nyugat-európai Unió megalakulása ellenlépéseként jött létre. A Szovjetunió csapatainak a partnerország területén történő állomásoztatásával igyekezett ellensúlyozni a NATO-t, és szorosabban magához vonni a közép- és kelet-európai államokat.
A Szovjetunió felmondta az Egyesült Királysággal és Franciaországgal a háború idején kötött segítségnyújtási szerződését, és 1955. május 14-én megalakította a Varsói Szerződést.

### Kezdetek
A Varsói Szerződés megalakulását megelőzően a csehszlovák politikai vezetés félve az újrafegyverezett Németországtól, biztonsági egyezményt akart kötni Kelet-Németországgal és Lengyelországgal. Ezek az államok kifejezetten tiltakoztak Nyugat-Németország újra militarizálása ellen. A szovjet vezetés és sok európai vezető a vasfüggöny mindkét oldalán tartottak attól, hogy idővel Németország ismét katonai nagyhatalom lesz és fenyegetést jelent majd rájuk nézve. A német militarizmus ugyanis még friss emlékként élt a szovjetek és kelet-európaik körében. A Szovjetunió 1955-ben nemcsak politikailag, hanem katonailag is jelen volt már valamennyi szatelitállamában, ezért a szerződés létrejöttét feleslegesnek tartották. A Szovjetunió tartva Nyugat-Németország újrafegyverezésétől 1954-ben csatlakozási kérelmet nyújtott be a NATO-hoz, de ezt az Egyesült Államok elutasította. Vjacseszlav Molotov javaslatot tett Németország újraegyesítésére bizonyos feltételek mellett, melyek között szerepelt a négy szövetséges ország fegyveres ereinek folyamatos jelenléte az országban és Németország semlegessége. A javaslatot Dulles (amerikai), Anthony Eden (brit) és Bidault (francia) külügyminiszter is elutasította. A Németország újraegyesítésére vonatkozó javaslatokra már korábban is volt példa: 1952. március 20-án a német újraegyesítésről szóló, az úgynevezett „Sztálin-jegyzet” által kezdeményezett tárgyalások véget értek, miután az Egyesült Királyság, Franciaország és az Egyesült Államok ragaszkodott ahhoz, hogy az egyesült Németország nem lehet semleges, és szabadon csatlakozhat az Európai Védelmi Közösséghez (EDC) és felfegyverkezhet.

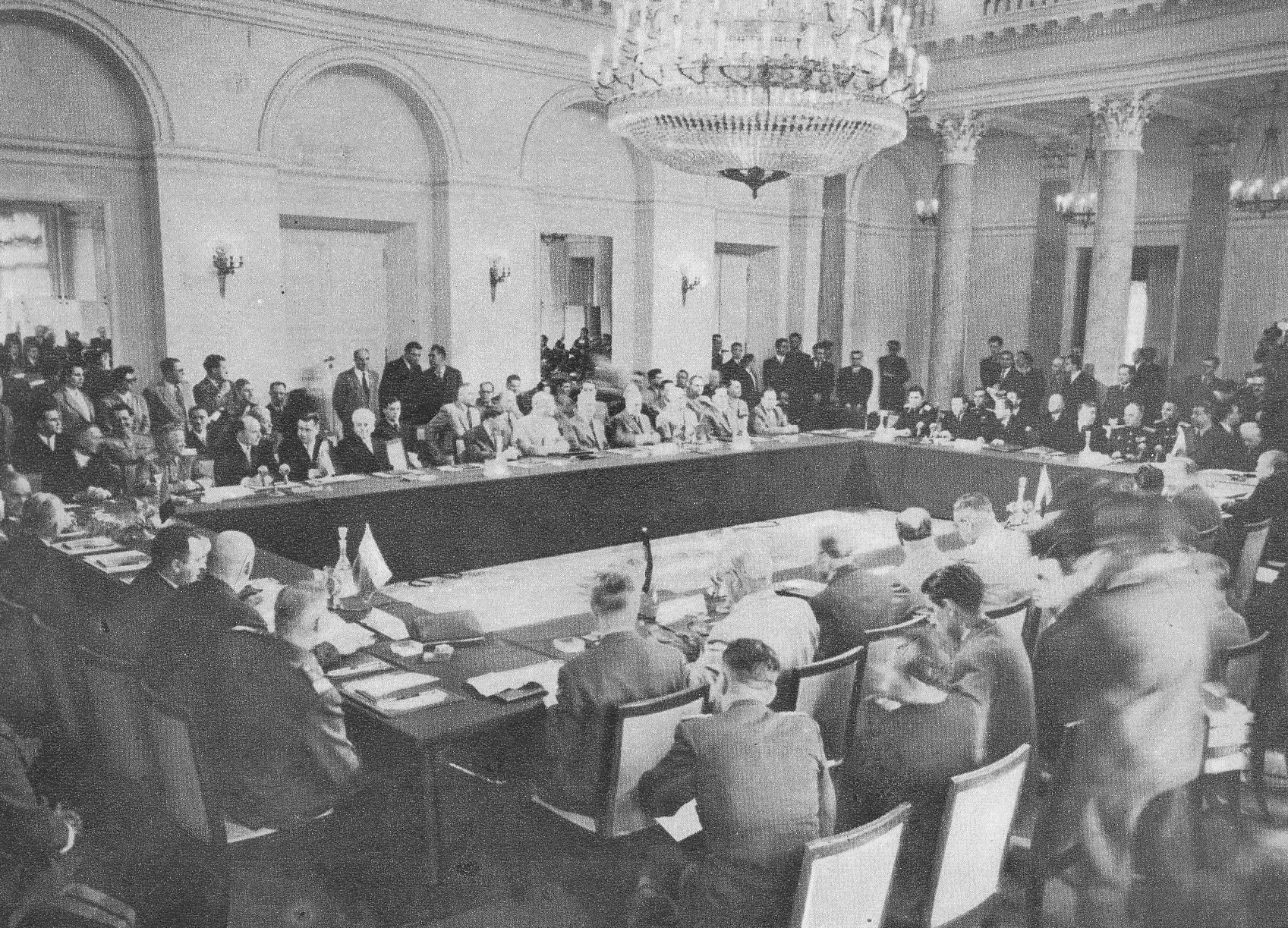
Konferencia a varsói Miniszterek Tanácsa palotájában, ahol aláírták a Varsói Szerződés alapdokumentumát 1955. május 14-én

1954 áprilisában Konrad Adenauer német kancellár először látogatott el az Egyesült Államokba, ahol találkozott Richard Nixonnal, Dwight D.  Eisenhowerrel és John Foster Dulles-szal. A ratifikálás késett, de az Egyesült Államok képviselői nyilvánvalóvá tették Németország számára, hogy az EDC-nek a NATO részévé kell válnia. A második világháború és a német megszállás emlékei még mindig erősen jelen voltak, ezért Franciaország is tartott Németország újrafegyverezésétől. 1954. augusztus 30-án a francia parlament elutasította a csatlakozást az EDC-hez, ezáltal megakadályozta a szerződés ratifikálását és az Egyesült Államok egyik Európával kapcsolatos fő célkitűzését: Németország fegyveres összekapcsolását a nyugattal. Az Egyesült Államok külügyminisztériuma azonban új alternatívák kidolgozásába kezdett, melynek eredményeként végül 1954. október 23-án eldőlt, hogy a Német Szövetségi Köztársaságot felveszik a NATO-ba. Nyugat-Németország 1955. május 9-én lett a szervezet tagja.
A Szovjetunió 1954 novemberében új Európai Biztonsági Szerződés kért, hogy egy utolsó kísérletet tegyen arra, hogy az újrafegyverzett Németország ne álljon potenciálisan szemben a Szovjetunióval, de a tárgyalások sikertelenül zárultak. 1955. május 14-én a Szovjetunió hét másik kelet-európai országgal közösen – „megerősítve az európai kollektív biztonság olyan rendszerének létrehozására irányuló vágyukat, amely az összes európai állam részvételén alapul, társadalmi és politikai rendszerüktől függetlenül” – létrehozta a Varsói Szerződést, válaszul a Német Szövetségi Köztársaság Észak-atlanti paktumhoz történő integrációjára, kijelentve, hogy: "a remilitarizált Nyugat-Németország és az utóbbi integrációja az észak-atlanti blokkba növeli a veszélyt egy újabb háború kirobbanására és fenyegetést jelent a békés államok nemzetbiztonságára. Ilyen körülmények között a békés európai államoknak meg kell tenniük a szükséges intézkedéseket biztonságuk megóvása érdekében.
Az NDK-nak a Szovjetunió engedélyezte, hogy saját haderőt hozzon létre és megalakult a Nemzeti Néphadsereget (Nationale Volksarmee). A Szovjetunió a saját helyreállítására koncentrált, lefoglalta és átadta a legtöbb német ipari üzemet, és háborús jóvátételt követelt Kelet-Németországtól, Magyarországtól, Romániától és Bulgáriától a szovjet uralma alatt álló vegyesvállalatok segítségével. Ezenkívül kereskedelmi megállapodásokat vezetett be, amelyeket szándékosan az ország előnyére alakítottak ki. Moszkva irányította a szatellitállamokat irányító kommunista pártokat, melyek követték a Kreml utasításait. 1956 novemberében a Szovjet Hadsereg megszállta Magyarországot, a varsói Szerződés egyik tagállamát és leverte a magyar forradalmat. Ezt követően a szovjetek két oldalú, 20 évre szóló szerződéseket kötöttek Lengyelországgal (1956. december 17.), az NDK-val (1957. március 12.), Romániával (1957. április 15.; később a szovjet csapatokat kivonták Románia területéről), és Magyarországgal (1957. május 27.), biztosítva a szovjet csapatok jelenlétét ezekben az országokban.

### A hidegháború alatt

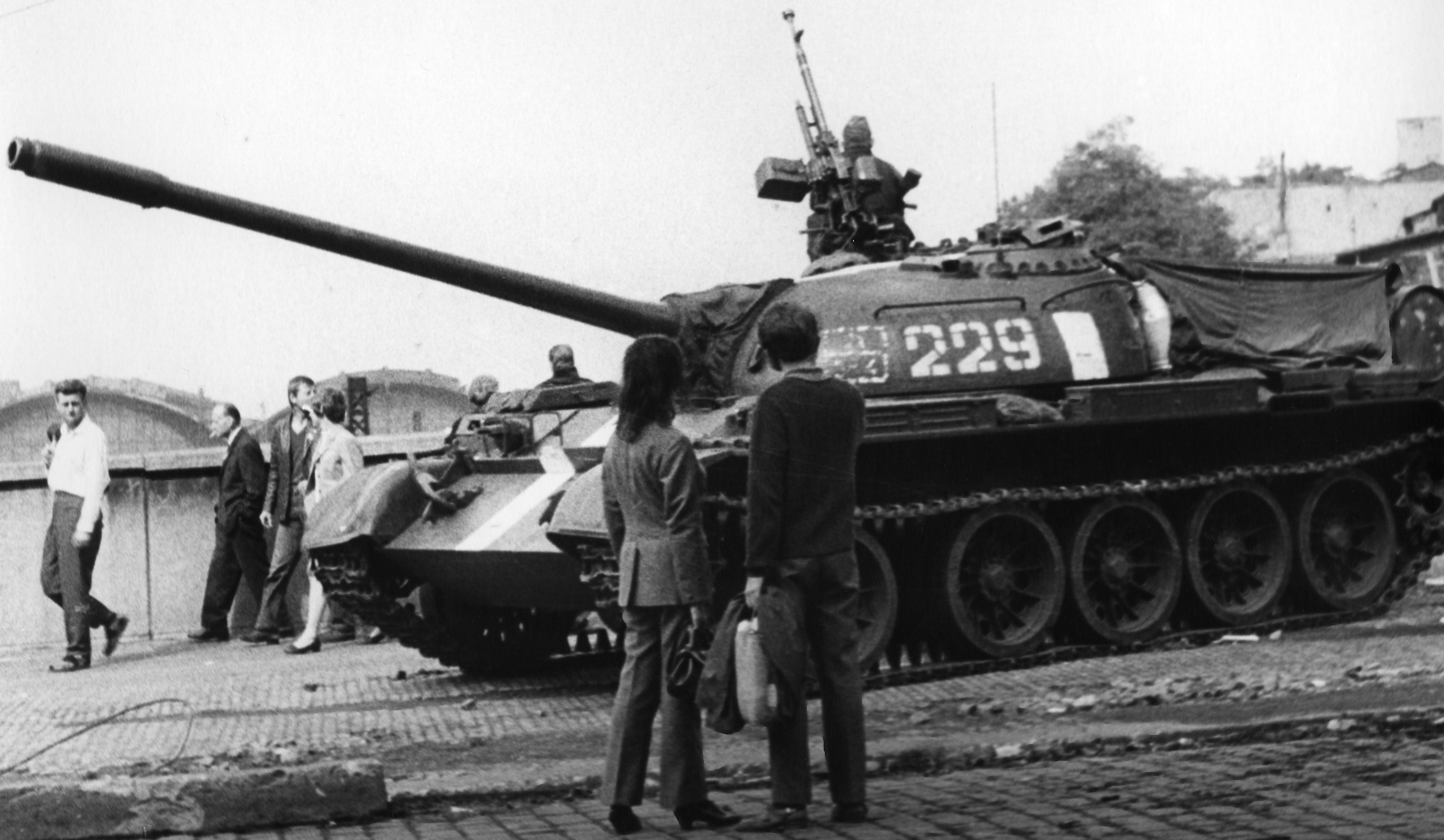
Szovjet T-54-es tank Prágában, Csehszlovákia megszállása alatt

36 éven keresztül a NATO és a Varsói Szerződés közvetlenül egyetlen fegyveres konfliktus sem viselt egymással szemben Európában. Az egyesült Államok és a Szovjetunió valamint a szövetségeseik olyan politikai stratégiát hajtottak végre, melynek legfőbb célja egymás megfékezése volt Európában, miközben a világ különböző pontjain a hidegháború nemzetközi hadszínterén a saját befolyásukért harcoltak. Ezek közé tartozott a koreai háború, a vietnámi háború, a disznó-öbölbeli invázió, a kambodzsai–vietnámi háború. 1956-ban, miután Nagy Imre kormánya bejelentette Magyarország kilépését a Varsói Szerződésből, a szovjet csapatok bevonultak az országba és leváltották a kormányt, majd leverték a magyar forradalmat, ami becslések szerint 2500 magyar állampolgár halálát okozta.
A többnemzetiségű kommunista fegyveres erők egyetlen közös megmozdulása a Csehszlovákiába történő bevonulás volt 1968 augusztusában. Albánia és Románia kivételével valamennyi tagállam részt vett az hadműveletekben. A Német Demokratikus Köztársaság csak minimális támogatást nyújtott. (Albánia pedig egy hónappal a beavatkozás után kilépett a szövetségből.)

### A hidegháború vége

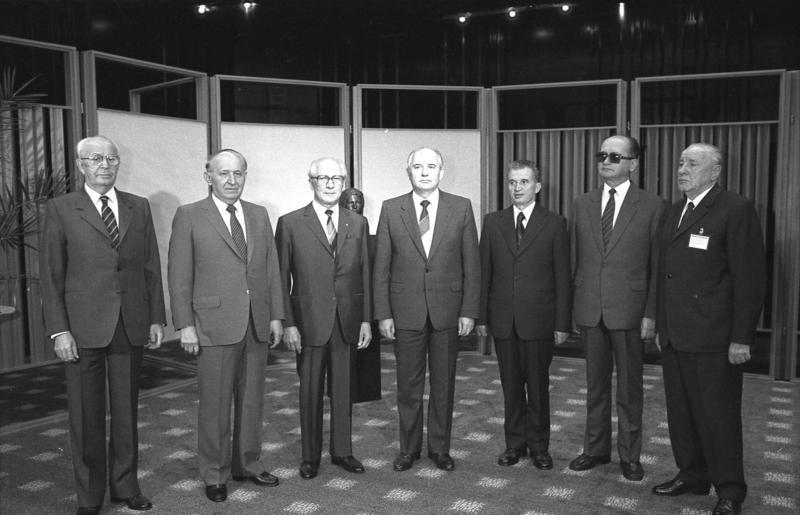
A Varsói Szerződés tagállamainak vezetői találkozója Kelet-Berlinben, 1987 májusában

Az 1989-ben lezajlott polgári mozgalmak és politikai megmozdulások sorra döntötték meg a Varsói Szerződés tagállamainak kommunista kormányait. A katonai szervezet végének a kezdetét az 1989. augusztus 19-én megtartott páneurópai piknikkel szokták azonosítani. A vasfüggöny leomlott és a Varsói Szerződés már nem tudott katonailag összetartani. 1989 és 1991 között kommunista kormányokat buktattak meg Albániában, Lengyelországban, Magyarországon, Csehszlovákiában, az NDK-ban, Romániában, Bulgáriában, Jugoszláviában és a Szovjetunióban.
1991. február 25-én a szervezet budapesti ülésén aláírták a szerződés katonai szervezetének megszűnéséről szóló dokumentumot. Ennek nyomán 1991. április 1-jén hivatalosan megszűnt a Varsói Szerződés katonai szervezete, majd három hónap múlva Prágában, 1991. július 1-jén a Varsói Szerződés Politikai Tanácskozó Testülete is. 1991. december 25-én a Szovjetunió is felbomlott.

## Egykori tagjai

Vasfüggöny
A Varsói Szerződés tagállamai
A NATO tagállamai
Katonailag semleges országok
Jugoszlávia, mint el nem kötelezett ország

A fekete sáv a vasfüggönyként értelmezendő határ kelet és nyugat között.
- Szovjetunió
- Albán Szocialista Népköztársaság (1961-től, a szovjet–kínai konfliktus kezdetétől nem vett részt az üléseken, 1968-ban kilépett)
- Bolgár Népköztársaság
- Csehszlovák Szocialista Köztársaság
- Lengyel Népköztársaság
- Magyar Népköztársaság  (a magyar forradalom idején 1956. november 1–4. között ideiglenesen kilépett)
- Német Demokratikus Köztársaság (a Varsói Szerződés katonai szervezetéhez csak a Nemzeti Néphadsereg megalakulása után, 1956 januárjában csatlakozott. 1990-ben Németország újraegyesítésével tagsága megszűnt, volt tartományai a NATO részévé váltak, melynek az NSZK már 1955 óta tagja volt.)
- Román Szocialista Köztársaság (a Varsói Szerződés egyetlen független állandó nem szovjet tagja, amely az 1960-as évek elejére megszabadult a szovjet szatellit státusztól)

### Megfigyelők
- Mongólia: 1963 júliusában a Mongol Népköztársaság felvételi kérelmet nyújtott be a Varsói Szerződéshez a 9. cikkely alapján. A kialakulóban lévő kínai-szovjet konfliktus miatt Mongólia megfigyelői státuszban maradt.[27] Az első alkalom volt, hogy nem a szovjetek, hanem egy másik tagállam, Románia blokkolta a csatlakozást.[28][29] 1966-ban a Szovjetunió beleegyezett, hogy csapatokat állomásoztasson Mongólia területén.[30]

Kezdetben a Kínai Népköztársaság, Észak-Korea és Észak-Vietnam is megfigyelői státusszal rendelkezett, de Kína 1961-ben kilépett az albán-szovjet szakadás következtében, melyben Kína Albániát támogatta a Szovjetunióval szemben.

## Intézményei

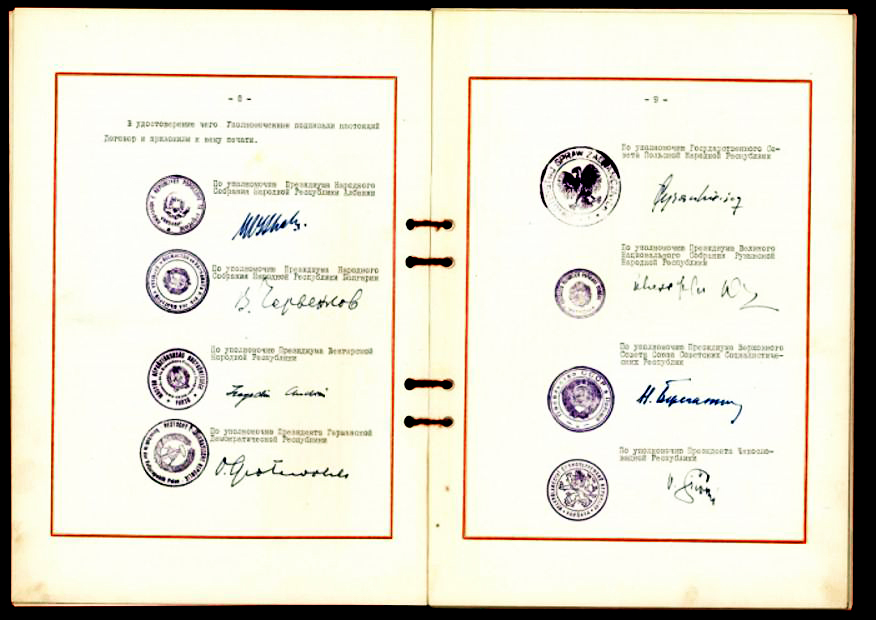
A Varsói Szerződés hitelesített alapdokumentuma

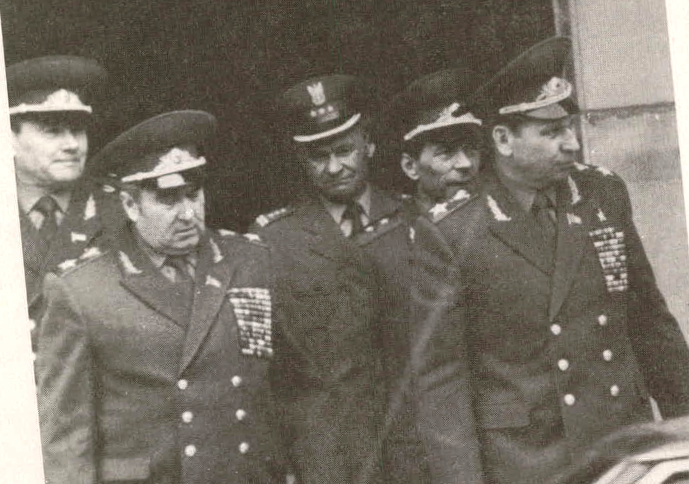
Katonai vezetők találkozója 1980 májusában

### Politikai Tanácskozó Testület (PTT)
A szervezet legfőbb politikai szerve, amely formálisan valamennyi politikai, gazdasági és kulturális szervet felügyelt.

### Egyesített Titkárság
1976-ban állították fel, és a tagállamok képviselőiből állt. Minden kérdésben együttműködött a PTT-vel és a KGST-vel, különböző bizottságokat egyesített.

### Külügyminiszterek Bizottsága
1976-ban állították fel, ajánlásokat dolgozott ki külpolitikai kérdésekben.

### Katonai Tanács
1969-ben alakult, a szerződő feleknek erősebb beleszólási jogot biztosított.

### Honvédelmi Miniszterek Bizottsága
1969-ben alakult.

### A Varsói Szerződés hadvezetése

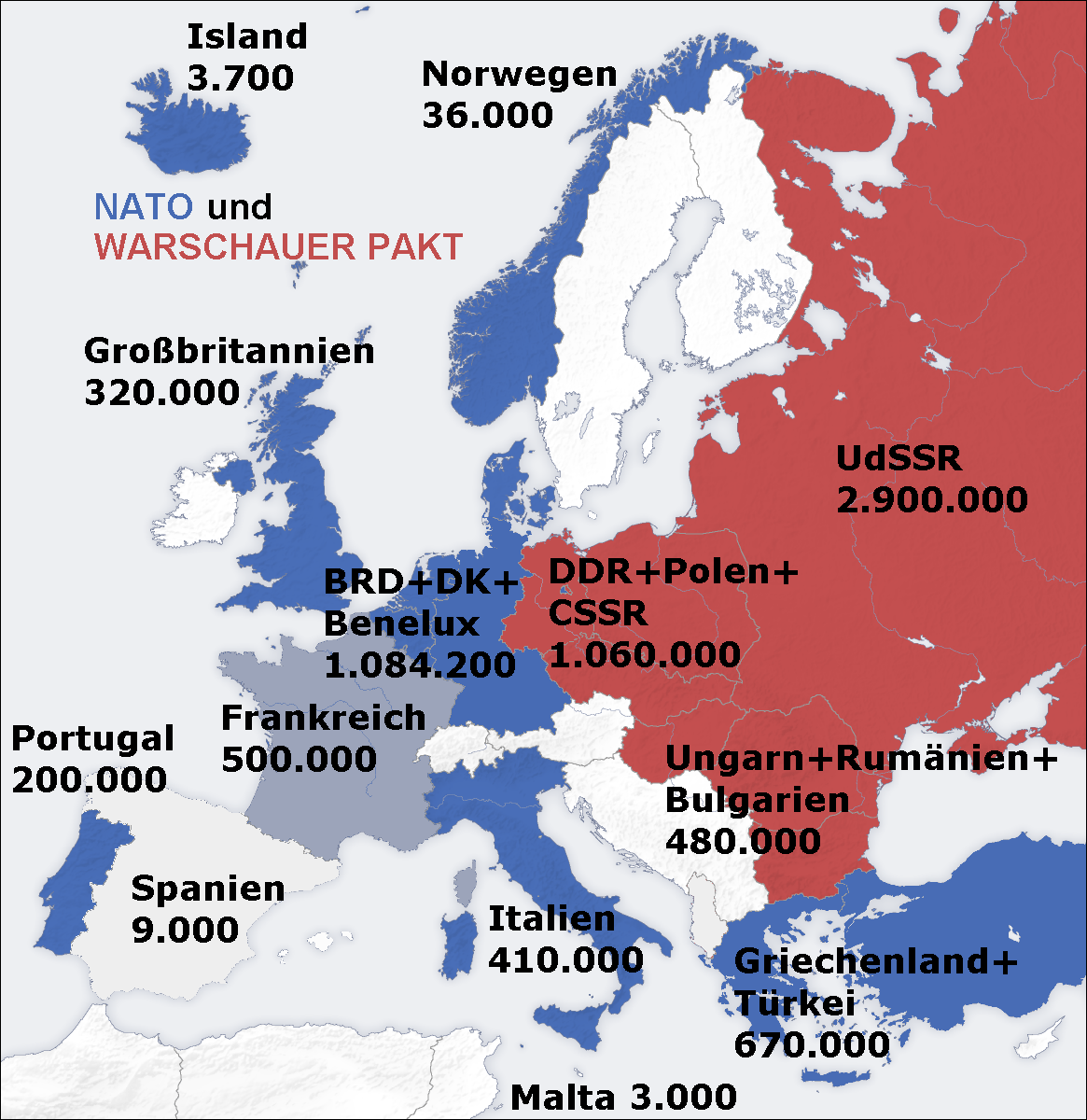
Csapatok létszáma a NATO (kék) és a Varsói Szerződés (piros) államaiban 1973-ban

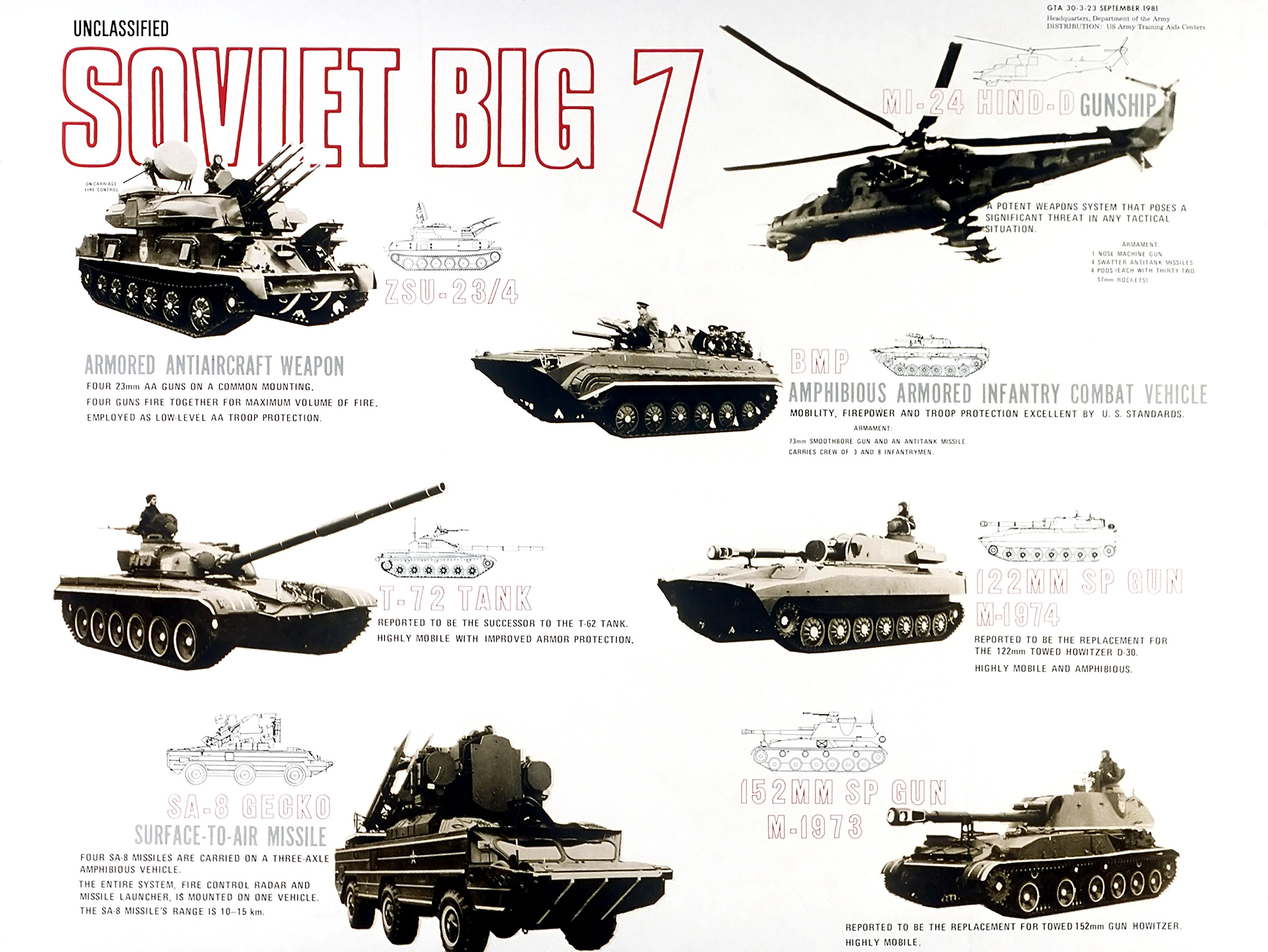
Egy 1981-es szovjet "nagy hetes" fenyegetésplakát, amelyen a Varsói Szerződés katonáinak felszerelése látható

#### Főparancsnokok
A Varsói Szerződés Egyesített Fegyveres Erőinek főparancsnokai (oroszul: Главнокомандующие Объединёнными вооружёнными силами стран-участниц Варшавского договора)
- 1955–1960: Ivan Sz. Konyev, a Szovjetunió marsallja
- 1960–1967: Andrej A. Grecsko, a Szovjetunió marsallja
- 1967–1976: Ivan I. Jakubovszkij, a Szovjetunió marsallja
- 1977–1989: Viktor G. Kulikov, a Szovjetunió marsallja
- 1989–1991: Pjotr G. Lusev hadseregtábornok

#### Főparancsnok-helyettesek
- 1955–1956: Konsztantyin K. Rokosszovszkij, Lengyelország marsallja
- 1956–1968: Marian Spychalski, Lengyelország marsallja
- 1968–1969: Wojciech Jaruzelski hadseregtábornok
- 1969–1972: Tadeusz Tuczapski hadosztálytábornok
- 1972–1986: Eugeniusz Molczyk hadseregtábornok
- 1986–1991: Antoni Jasiński hadseregtábornok

#### Törzsfőnökök
A Varsói Szerződés Egyesített Fegyveres Erőinek törzsfőnökei (oroszul: Начальники штаба Объединённых вооружённых сил стран-участниц Варшавского договора)
- 1955–1962: Alekszej I. Antonov hadseregtábornok
- 1962–1965: Pavel I. Batov hadseregtábornok
- 1965–1968: Mihail I. Kazakov hadseregtábornok
- 1968–1976: Szergej M. Styemenko hadseregtábornok
- 1976–1988: Anatolij I. Gribkov hadseregtábornok
- 1989–1991: Vlagyimir Ny. Lobov hadseregtábornok

#### Törzsfőnök-helyettesek
- 1969–1975: Zdzisław Studziński altengernagy
- 1975–1978: Józef Kamiński hadosztálytábornok
- 1978–1986: Stanisław Antos hadosztálytábornok
- 1986–1989: Wacław Szklarski hadosztálytábornok
- 1989–1991: Zbigniew Blechman hadosztálytábornok

## Jellege

A NATO és a Varsói Szerződés határai 1949 és 1991 között

A „barátsági, együttműködési és kölcsönös segítségnyújtási szerződést” a későbbiekben kétoldalú szerződésekkel egészítették ki, melynek értelmében a tagállamok hozzájárultak ahhoz, hogy szovjet csapatok állomásozzanak a területükön. Védelmet, támaszt kínált a kisebb államoknak, a Szovjetunió számára pedig biztonsági övezetet jelentett nyugati határán.
A kétoldalú megnemtámadási egyezmények helyébe többoldalú védelmi szervezet lépett. A tényleges hatalmi viszonyokon keveset változtatott, de a Szovjetuniónak cserelehetőséget nyújtott a NATO feloszlatása fejében. Egyúttal lehetőséget teremtett a szovjeteknek, hogy rendezze a népi demokráciákban állomásozó csapatai státuszát, ami az 1956. őszi válság után elkerülhetetlenné vált.
A Szovjetunió befolyása a Szerződés legerősebb hatalmaként meghatározó volt. A marxista-leninista felfogás igazságos és jogtalan háborút különböztetett meg. Előbbi célja a támadások elleni védekezés, és „valamely nép felszabadítása a kapitalizmus rabszolgasága alól.”
Az évek során egyre fontosabb szerepet kapott a szocializmus megőrzésének kollektív felelőssége. Eszerint ha a szocializmus az egyik szerződő államban veszélybe kerül, akkor a többi országnak nemcsak joga, hanem kötelessége is a szocializmus megőrzése a szövetség révén (ezt tartalmazza a korlátozott szuverenitás elvét kimondó Brezsnyev-doktrína). A Varsói Szerződés igazi értelme tehát az volt, hogy  az egyes országokban elhelyezett szovjet csapatok segítségével olyan politikai, gazdasági és katonai helyzetet biztosítson, amely a legjobban megfelel a szovjet hatalmi és katonai törekvéseknek.

## Jelvények a Varsói Szerződésben

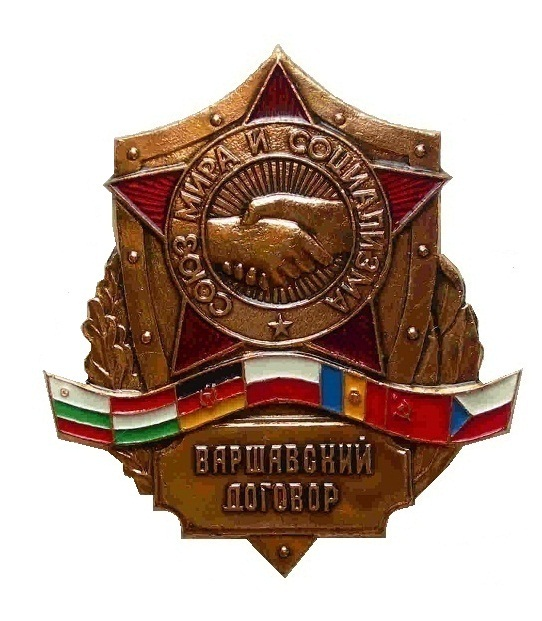
Az Unió a béke és a szocializmus
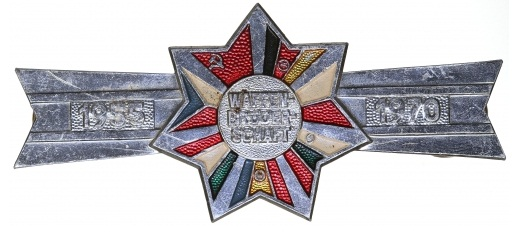
A Brothers in arms (1970)
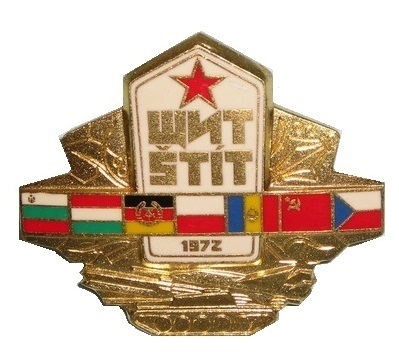
Közös gyakorlatok-72 pajzs, Csehszlovákia (1972)
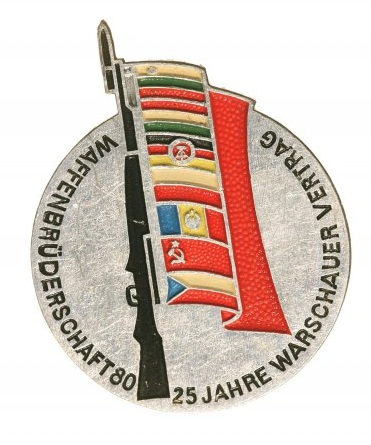
a Varsói Szerződés 25 éve (1980)
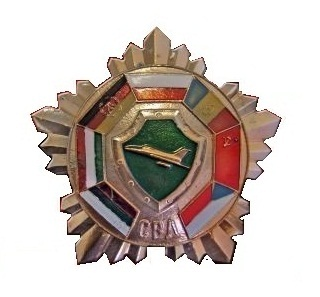
A Varsói Szerződés légi erők
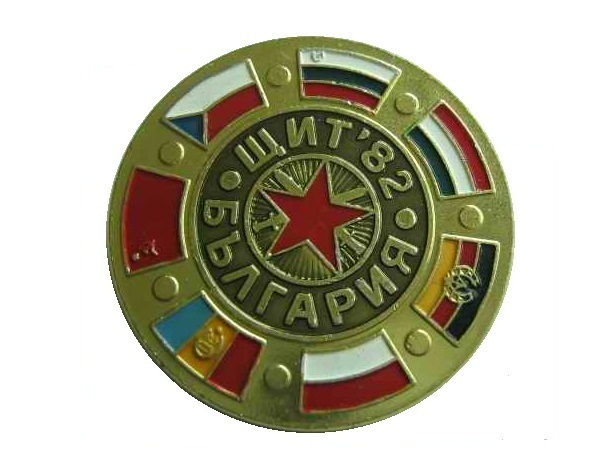
Közös gyakorlatok, pajzs-82-Bulgária (1982)
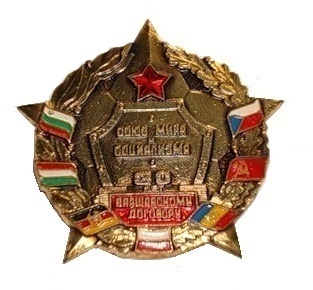
a Varsói Szerződés 30 éve (1985)

## A Varsói Szerződés utóélete

A NATO bővítése közép-kelet-Európában a kommunizmus összeomlása előtt és azt követően

1999. március 12-én a Varsói Szerződés egykori tagállamai közül Csehország, Magyarország és Lengyelország a NATO tagja lett. 2004. március 29-én Bulgária, Észtország, Lettország, Litvánia, Románia, Szlovákia és Szlovénia, majd 2009. április 1-jén Albánia és Horvátország is csatlakozott a szervezethez. Montenegró 2017. június 5-én, Észak-Macedónia pedig  2020. március 27-én vált a szervezet teljes jogú tagjává. Bosznia-Hercegovinát 2010 áprilisában kérték fel, hogy csatlakozzon a tagsági akciótervhez (MAP).
A Szovjetunió utódjaként Oroszország és néhány posztszovjet állam csatlakozott a Kollektív Biztonsági Szerződés Szervezetéhez (CSTO). 1996-ban pedig megalakult a Sanghaji ötös, melyet Üzbegisztán 2001-es csatlakozása után Sanghaji Együttműködési Szervezetnek (SCO) neveztek át.
A 2008-as bukaresti NATO-csúcstalálkozón az egykori szovjet tagállamok közül Grúzia és Ukrajna ígéretet kapott, hogy idővel mindkét ország a NATO tagja lesz. Hamarosan háború robbant ki Oroszország és Grúzia között. Néhány év elteltével a majdani eseményeket követően, 2014-ben Oroszország annektálta a Krím-félszigetet, majd a kelet-ukrajnai háború nyomán, 2022. február 24-én megtámadta Ukrajnát és megszállás alatt tartja az ország egy részét.

## Lásd még
- Észak-atlanti Szerződés Szervezete (NATO)
- Kollektív Biztonsági Szerződés Szervezete (CSTO)

## Külső hivatkozások
- Magyarország 50 éve csatlakozott a Varsói Szerződéshez mult-kor.hu
- Jakus János: A VSZ gyakorlatainak jellemző vonásai a feltételezett délnyugati hadszíntéren – Hadtudomány, 2005. 3. szám (október) MTA MHTT
- Pataki István: A Varsói Szerződésről és a délnyugati hadszíntérről c. könyvének elemzése dr. Jakus János alezredes, hadtörténésztől – Hadtudomány, 2006. 1–2. szám (június) MTA MHTT
- M. Szabó Miklós: A Varsói Szerződés és a Magyar Néphadsereg viszonyrendszerének néhány kérdése az 1960-as években. Hadtudomány 2008/1. 3–19.
- http://www.mult-kor.hu/20110701_igy_esett_szet_a_varsoi_szerzodes
- A Varsói Szerződés szövege online: http://www.grotius.hu/publ/displ.asp?id=EDDBFR